# Tom Keene
Pour les articles homonymes, voir Keene.
Tom Keene est un acteur américain né George Duryea le  30 décembre 1896 et mort le 4 août 1963. Il a principalement joué dans les westerns B.

## Biographie
Né à Rochester, New York, Tom Keene a étudié à l'Université de Columbia et Carnegie Tech avant de se lancer dans une carrière d'acteur. Il a fait ses débuts au cinéma en 1923. Les films où il joue dans les débuts de carrière comprennent notamment  La Naissance d'un empire (1929) et Notre pain quotidien (1934) dont l'histoire puise dans le contexte de la Grande Dépression de 1929 aux États-Unis.
L'acteur se spécialise dans de nombreux western et devient un acteur populaire de ce genre. Cependant, au cours des années 1940, il change son nom d'acteur pour Richard Powers. Ceci aura pour conséquence indirecte de ralentir sa carrière. 
Il tourne son dernier film sous la direction d'Ed Wood dans Plan 9 from Outer Space (1959).
Il est décédé d'un cancer en 1963.

## Filmographie partielle
- 1929 : La Naissance d'un empire (Tide of Empire) d'Allan Dwan
- 1929 : Tonnerre (Thunder) de William Nigh
- 1929 : La Fille sans dieu (The Godless Girl) de Cecil B. DeMille
- 1929 : Honky Tonk de Lloyd Bacon
- 1930 : Tol'able David de John G. Blystone
- 1932 : La Vallée des fantômes (en) (Ghost Valley) de Fred Allen
- 1934 : Notre pain quotidien (Our Daily Bread) de King Vidor
- 1936 : Rebellion de Lynn Shores (en)
- 1936 : Sans foyer (Timothy's Quest) de Charles Barton
- 1937 : Old Louisiana d'Irvin V. Willat
- 1942 : Where Trails End (en) de Robert Emmett Tansey
- 1944 : L'Atavisme qui tue (Jungle Woman) de Reginald Le Borg
- 1945 : Dangerous Intruder (en) de Vernon Keays (en)
- 1947 : Feux croisés (Crossfire) d'Edward Dmytryk
- 1947 : Dick Tracy contre La Griffe (Dick Tracy's Dilemma) de John Rawlins
- 1948 : Race Street (en) d'Edwin L. Marin
- 1951 : The Fat Man de William Castle
- 1953 : Le Voleur de minuit (The Moonlighter) de Roy Rowland
- 1959 : Plan 9 from Outer Space d'Edward Davis Wood Junior